# Воронін Пилип Устинович
Воронін Пилип Устинович (1883, Веселогорськ (Весела Гора, Лікарське), Слов'яносербський повіт, Катеринославська губернія — 1 лютого 1961, Луганськ) — член ВУЦВК, кавалер Ордена Трудового Червоного Прапора.

## Життєпис
Закінчив парафіяльну школу. 1897—1900 навчався у земському училищі в Луганську. Працював на заводі Гартмана.
1906—1916 рр. — служба в армії, де отримав звання унтер-офіцера.
Після падіння царату — член Луганської ради робітничих депутатів, у жовтні-листопаді 1917 та березні-квітні 1918 — її голова. З квітня 1917 р. — член РСДРП.
У квітні — червні 1918 р. виїхав до Царицина. Відтоді у Червоній армії. У листопаді 1919 — квітні 1920 — голова Реввійськтрибуналу Першої кінної армії С.Будьонного.
З 1921 р. — член ВУЦВК.
Січень 1924 — грудень 1927 — прокурор Луганської округи. 
Червень 1930 — липень 1931 — директор Київської верфі.
Жовтень 1933 по 1937 — директор Луганського спирто-горілчаного заводу № 5. 
З листопада 1937 — керівник Всеукраїнського тресту лікеро-горілчаної промисловості.
Вересень 1941 — липень 1946 — директор Астраханського спирто-горілчаного заводу.
Після виходу на пенсії повернувся до Луганська.

## Нагороди та відзнаки
Нагороджений Орденом Трудового Червоного Прапора.